# Coupe du monde de cyclo-cross 2007-2008
Navigation
2006-2007 2008-2009
La 15e édition de la coupe du monde de cyclo-cross s'est déroulée entre les mois d'octobre 2007 et janvier 2008. Elle comprenait huit manches pour les hommes, sept pour les femmes, et cinq pour les hommes espoirs et juniors. Les vainqueurs dans chacune de ces catégories sont respectivement Sven Nys (classement non officiel), Daphny van den Brand (classement non officiel), Niels Albert et Arnaud Jouffroy.

## Hommes élites

### Résultats
| #  | Lieu        | Date  | Vainqueur     | Deuxième         | Troisième        |
| -- | ----------- | ----- | ------------- | ---------------- | ---------------- |
| 1. | Kalmthout   | 21/10 | Zdeněk Štybar | Sven Nys         | Francis Mourey   |
| 2. | Tábor       | 27/10 | Sven Nys      | Klaas Vantornout | Lars Boom        |
| 3. | Pijnacker   | 11/11 | Lars Boom     | Bart Wellens     | Klaas Vantornout |
| 4. | Coxyde      | 24/11 | Sven Nys      | Erwin Vervecken  | Lars Boom        |
| 5. | Igorre      | 02/12 | Sven Nys      | Bart Wellens     | Klaas Vantornout |
| 6. | Milan       | 08/12 | Annulée       |                  |                  |
| 7. | Hofstade    | 26/12 | Sven Nys      | Bart Wellens     | Lars Boom        |
| 8. | Liévin      | 13/01 | Lars Boom     | Bart Wellens     | Francis Mourey   |
| 9. | Hoogerheide | 21/01 | Lars Boom     | Bart Wellens     | Erwin Vervecken  |

### Classement final
Pas de classement officiel.

## Femmes élites

### Résultats
| #  | Lieu        | Date  | Vainqueur            | Deuxième             | Troisième                |
| -- | ----------- | ----- | -------------------- | -------------------- | ------------------------ |
| 1. | Kalmthout   | 21/10 | Daphny van den Brand | Katherine Compton    | Christel Ferrier-Bruneau |
| 2. | Pijnacker   | 11/11 | Katherine Compton    | Daphny van den Brand | Reza Hormes-Ravenstijn   |
| 3. | Coxyde      | 24/11 | Daphny van den Brand | Katherine Compton    | Maryline Salvetat        |
| 4. | Milan       | 08/12 | Daphny van den Brand | Helen Wyman          | Christel Ferrier-Bruneau |
| 5. | Hofstade    | 26/12 | Maryline Salvetat    | Daphny van den Brand | Reza Hormes-Ravenstijn   |
| 6. | Liévin      | 13/01 | Hanka Kupfernagel    | Maryline Salvetat    | Laurence Leboucher       |
| 7. | Hoogerheide | 21/01 | Hanka Kupfernagel    | Maryline Salvetat    | Helen Wyman              |

### Classement final
Pas de classement officiel.

## Hommes espoirs

### Résultats
| #  | Lieu        | Date  | Vainqueur         | Deuxième            | Troisième      |
| -- | ----------- | ----- | ----------------- | ------------------- | -------------- |
| 1. | Kalmthout   | 21/10 | Niels Albert      | Julien Taramarcaz   | Róbert Gavenda |
| 2. | Milan       | 08/12 | Philipp Walsleben | Jonathan Lopez      | Paul Voss      |
| 3. | Hofstade    | 26/12 | Niels Albert      | Thijs van Amerongen | Paul Voss      |
| 4. | Liévin      | 13/01 | Niels Albert      | Aurélien Duval      | Paul Voss      |
| 5. | Hoogerheide | 21/01 | Niels Albert      | Jempy Drucker       | Aurélien Duval |

### Classement final
|   | Coureur             | Pays      | Pts |
| 1 | Niels Albert        | Belgique  | 240 |
| 2 | Aurélien Duval      | France    | 191 |
| 3 | Jonathan Lopez      | France    | 164 |
| 4 | Paul Voss           | Allemagne | 163 |
| 5 | Thijs van Amerongen | Pays-Bas  | 161 |

## Hommes juniors

### Résultats
| #  | Lieu        | Date  | Vainqueur       | Deuxième       | Troisième      |
| -- | ----------- | ----- | --------------- | -------------- | -------------- |
| 1. | Kalmthout   | 21/10 | Arnaud Jouffroy | Lubomír Petruš | Elia Silvestri |
| 2. | Milan       | 08/12 | Arnaud Jouffroy | Elia Silvestri | Tijmen Eising  |
| 3. | Hofstade    | 26/12 | Stef Boden      | Tijmen Eising  | Peter Sagan    |
| 4. | Liévin      | 13/01 | Arnaud Jouffroy | Lubomír Petruš | Sean De Bie    |
| 5. | Hoogerheide | 21/01 | Arnaud Jouffroy | Lubomír Petruš | Marek Konwa    |

### Classement final
|   | Coureur         | Pays     | Pts |
| 1 | Arnaud Jouffroy | France   | 270 |
| 2 | Lubomír Petruš  | Tchéquie | 218 |
| 3 | Stef Boden      | Belgique | 203 |
| 4 | Elia Silvestri  | Italie   | 183 |
| 5 | Tijmen Eising   | Pays-Bas | 141 |